# علی‌آباد (چاه علی)
علی‌آباد روستایی در دهستان چاه علی بخش جلگه چاه هاشم شهرستان دلگان استان سیستان و بلوچستان ایران است.

## جمعیت
بر پایه سرشماری عمومی نفوس و مسکن در سال ۱۳۹۵ جمعیت این روستا ۱۸۷ نفر (۴۶خانوار) بوده‌است.